# Bruce Jouanny
Bruce Jouanny (Parijs, 11 juni 1978) is een Frans autocoureur.

## Carrière
Jouanny begon zijn autosportcarrière in Frankrijk in 1996 en debuteerde in de Franse Formule Renault, waarin hij in 1999 als derde eindigde. In 2000 maakte hij de overstap naar Europese kampioenschappen en debuteerde in de Formule Palmer Audi, waarin hij direct het juniorkampioenschap won.
In 2001 maakte Jouanny zijn Formule 3-debuut in het Britse Formule 3-kampioenschap bij het team Promatecme UK. Hij behaalde één podiumplaats op Donington Park en eindigde met 65 punten op de tiende plaats in het kampioenschap. Daarnaast nam hij deel aan de seizoensafsluiter van het Japanse Formule 3-kampioenschap en aan enkele eenmalige Formule 3-races, waaronder de Masters of Formula 3 en de Grand Prix van Macau.
In 2002 keerde Jouanny terug in de Britse Formule 3. Hij won twee races op Brands Hatch en Donington Park en werd zo achter Robbie Kerr, James Courtney en Heikki Kovalainen vierde in de eindstand met 249 punten.
In 2003 maakte Jouanny de overstap naar de World Series by Nissan, waarin hij debuteerde bij het team Carlin Motorsport. Met twee podiumplaatsen op het Autodromo Nazionale Monza en de A1 Ring eindigde hij op de tiende plaats in het klassement met 62 punten. In 2004 bleef hij hier actief, maar nu voor het team Witmeur KTR. Na drie raceweekenden, waarin zijn beste resultaat een vierde plaats was in de seizoensopener op het Circuito Permanente del Jarama, verliet hij het team en eindigde op de elfde plaats in de eindstand met 25 punten.
In 2005 had Jouanny geen vast racezitje, maar nam hij deel aan drie races van de Le Mans Endurance Series en maakte hij zijn debuut in de LMP1-klasse van de 24 uur van Le Mans naast Jonathan Cochet en Shinji Nakano. In 2006 keerde hij terug naar de World Series by Nissan, dat de naam inmiddels veranderd had naar Formule Renault 3.5 Series, bij het team RC Motorsport. Met een achtste plaats op het Circuit Bugatti als beste resultaat eindigde hij op de 29e plaats in het kampioenschap met 7 punten.
Tussen 2007 en 2009 reed Jouanny in de Le Mans Series, waarin hij achtereenvolgens vierde in de LMP2-klasse, 22e in de LMP1-klasse en achttiende in de LMP1-klasse werd. Tevens was hij in 2008 en 2009 de officiële testrijder van de Superleague Formula, waar hij ook het commentaar leverde bij de races. Sinds 2009 heeft hij nog slechts sporadisch deelgenomen aan grote races, waarbij hij in 2013 de I1 Invitational-klasse won tijdens de 12 uur van Bathurst.